# Trichomanes nummularium
Trichomanes nummularium là một loài thực vật có mạch trong họ Hymenophyllaceae. Loài này được (Bosch) C. Chr. miêu tả khoa học đầu tiên năm 1906.